# Functionele diversiteit
Functionele diversiteit is de variatie in functionele kenmerken binnen een gemeenschap. Functionele diversiteit is een aspect van biodiversiteit, naast soortendiversiteit en genetische diversiteit.
Planten worden gekenmerkt door verschillende functionele kenmerken. Dit zijn kenmerken die beschrijven hoe een plant functioneert en in interactie staat met het milieu en met andere planten. Voorbeelden zijn fotosynthesesnelheid, hoogte, bladoppervlak, bloeiwijze, verbreidingsmechanisme en levensvorm. Functionele diversiteit is kortweg gezegd de variatie in deze kenmerken binnen een gemeenschap. Functionele kenmerken en hun diversiteit geven inzicht in de wisselwerking tussen soorten en hun ecosysteem en laten toe om ecosystemen met elkaar te vergelijken.

## Functionele kenmerken
Een functioneel kenmerk zou een morfologisch, fysiologisch of fenologisch kenmerk zijn dat wordt gemeten op het niveau van het individu (en dus geen informatie vereist van het milieu). Combinaties van deze kenmerken beschrijven biomassaproductie, reproductie en overleving van de plant (deze drie worden 'performance traits' genoemd). Hieruit volgt de algemene 'performantie' van de plant.

### Harde vs zachte kenmerken
Harde kenmerken zijn functionele kenmerken die rechtstreeks de functie van de plant beschrijven, bijvoorbeeld lignine-inhoud van het blad (dat o.a. de decompositie van bladafval bepaalt). Deze kenmerken zijn vaak echter moeilijk te meten. 
Daarom wordt er gebruik gemaakt van zachte kenmerken. Dit zijn kenmerken die sterk gerelateerd zijn met de functie die men wil kennen, maar zijn gemakkelijker te meten, bijvoorbeeld specifieke bladoppervlakte (SLA, specific leaf area) (bladeren met een hoge SLA bevatten meestal minder lignine).

### Respons- vs effectkenmerken
Er kan ook een onderscheid worden gemaakt tussen respons- en effectkenmerken. 
Responskenmerken beschrijven hoe een soort reageert op zijn omgeving en veranderingen. Voorbeelden zijn xerofyten vs mesofyten, gap vs understory soorten, droogte- of vorstresistente soorten. 
Effectkenmerken beschrijven hoe een soort invloed heeft op zijn omgeving. Voorbeelden zijn N-fixeerders, ecosysteem ingenieurs, brand-stimulerende soorten en zorgplanten. Vaak zijn kenmerken zowel respons- als effectkenmerken.

### Intraspecifieke variatie
De waarde van een functioneel kenmerk van een soort wordt een attribuut genoemd. Deze waarde wordt meestal gemeten voor één populatie op één plaats en één moment. Deze waarde kan echter variëren naargelang het milieu verandert (milieugradiënt, landgebruiksverandering) of de leeftijd (jonge boom t.o.v. oude boom). Dit heet dan intraspecifieke variatie, omdat er verschillen zijn binnen één soort. Deze variatie kan verklaard worden door enerzijds genetische variatie binnen de individuen van één soort en anderzijds door fenotypische plasticiteit. 
Deze intraspecifieke variatie is een manier voor soorten om om te gaan met veranderingen in het milieu. De intraspecifieke variatie is groot voor sommige soorten en klein voor andere. Vaak is een gemiddelde waarde informatief genoeg voor het bepalen van functionele diversiteit. Toch is het belangrijk met deze variatie rekening te houden. Intraspecifieke variatie is meestal wel veel kleiner dan interspecifieke variatie. De totale variatie binnen een functioneel kenmerk is de som van de inter- en intraspecifieke variatie.

## Functionele diversiteit en ecosysteem functioneren
Ecosysteemfuncties (EF) (de hoeveelheden en fluxen van materiaal en energie in een ecosysteem) worden sterk beïnvloed door de functionele kenmerken van de soorten in dat ecosysteem. Er zijn verschillende theorieën over hoe dit gebeurt.

### Gebruik van hulpbronnen
Op de korte termijn beïnvloeden functionele kenmerken hoe er wordt omgegaan met de hulpbronnen.
Een functioneel attribuut zelf (dus de waarde van een functioneel kenmerk op zich) kan een invloed hebben op een ecosysteem omdat het veel aanwezig is (Biomass Ratio Hypothesis) of omdat het attribuut een groot effect heeft op het functioneren van het ecosysteem. 
De eerste theorie heet de Biomass Ratio Hypothesis van Grime (1998). Deze stelt dat de soorten die het meest aanwezig zijn in een ecosysteem (die dus het grootste aandeel van de totale biomassa hebben) het meest invloed gaan hebben op het ecosysteem. Volgens deze theorie moeten we vooral kijken naar de functionele attributen van de meest dominante soorten. Daarom wordt de Community Weighted Mean (CWM) berekend. Hierbij wordt elk attribuut gewogen naargelang het aandeel van de soort in een gemeenschap. Daardoor wegen dominante soorten sterker door op de uiteindelijke CWM. Het is dus de waarde van de functionele kenmerken en niet de diversiteit aan attributen die hier de grootste rol speelt. Volgens Garnier et al.(2004) is CWM een betere voorspeller van ecosysteemeigenschappen dan de diversiteit aan functionele attributen. Vaak klopt dit wel, maar soms kunnen soorten die slechts beperkt aanwezig zijn, toch een grote invloed hebben. 
Een andere theorie is het selectie-effect. Als de functionele diversiteit van een gemeenschap toeneemt, is de kans groter dat er een soort bij komt met een dominant functioneel kenmerk en dat deze soort dus een grote invloed heeft op het EF. Kenmerken met een groot effect zijn degene die de beschikbaarheid/gebruik van bodembronnen (water, nutriënten) wijzigen, die de voedingsrelaties veranderen (trofische niveaus) of die een invloed hebben op de frequentie/grootte/sterkte van verstoringen (vuur ed.).
Functionele kenmerken kunnen ook een invloed hebben op het ecosysteem door hun diversiteit aan attributen. Dit sluit aan bij de theorie van de niche complementariteit/resource partioning. Deze zegt dat doordat er verschillende waardes van een functioneel kenmerk aanwezig zijn (vb diepe wortels en oppervlakkige wortels), er beter gebruik wordt gemaakt van de aanwezige hulpbronnen (vb. nutriënten boven in de grond en nutriënten dieper in de bodem). Daardoor werkt het ecosysteem beter.
Ten slotte vindt er soms ook facilitatie plaats. Deze term wijst erop dat soorten een positieve interactie op elkaar kunnen hebben. De aanwezigheid van de ene soort bevordert de groei van een andere soort (commensalisme), of de combinatie van twee soorten heeft een voordeel voor beide soorten (mutualisme). Verschillende soorten bij elkaar zetten, kan dus tot positieve interacties leiden.
Er is geen consensus over welke theorie de grootste invloed heeft en waarschijnlijk is het een combinatie. Volgens Garnier et al. (2015) is er meer bewijs voor the Biomass Ratio Hypothesis (ook wel Dominance hypothesis genoemd), ook omdat er nog te weinig kennis is over de relatie tussen kenmerken en functies.

### Stabiliteit
Functionele diversiteit beïnvloedt ook de stabiliteit van een ecosysteem over de lange termijn. Dat betekent dat het ecosysteem blijft functioneren tijdens en na verstoringen of veranderingen. Als er veel verschillende soorten zijn die elk op een andere manier reageren op verstoringen, dan gaan er bij een bepaalde verstoring misschien enkele soorten wegvallen, maar andere soorten blijven en verzekeren zo het functioneren van het ecosysteem. Functionele diversiteit werkt dus als een soort verzekering. Soms kan het lijken dat soorten redundant zijn (ze hebben dezelfde waardes voor bepaalde kenmerken), maar het kan zijn dat ze toch anders reageren op verandering (omdat ze verschillen in hun respons). Het kan dus ook interessant zijn om op het eerste gezicht functioneel gelijke soorten te hebben, omdat ze dan toch op een ander vlak verschillend blijken. Resilientie en resistentie worden echter ook sterk beïnvloed door de attributen van de dominante soorten.
Als we naar één ecosysteem kijken, in het hier en het nu, is de functionele diversiteit die nodig is voor een goed functionerend ecosysteem redelijk beperkt. Het is echter ook erg belangrijk dat ecosystemen ook goed werken in andere situatie (vb. een veranderend klimaat), op een ander moment, in een andere omgeving en voor andere functies. Om dit te bereiken is een hogere functionele diversiteit nodig. Soorten die nu redundant lijken, kunnen later toch een belangrijke rol spelen.

### Ecosysteemdiensten
Functionele kenmerken bepalen dus hoe je ecosysteem eruitziet en hoe het werkt. Dat betekent dat functionele kenmerken aan de basis liggen van ecosysteemfuncties. Ecosysteemfuncties zijn bijvoorbeeld biomassaproductie, nutriënt cycling, … Als mensen een voordeel halen uit deze functies, noemen we dit een ecosysteemdienst. Bijvoorbeeld voedselproductie, een gevolg van biomassaproductie, is een dienst die de natuur levert aan de mens. Als we gaan kijken naar meerdere ecosysteemdiensten tegelijk, zijn er vaak trade-offs (een voordeel voor één ecosysteemdienst is een nadeel voor een andere) en synergiën (versterken elkaar). Een voorbeeld van zo’n trade-off is dicht struikgewas dat een voordeel voor geluidsdemping levert, maar nadelig kan zijn voor veiligheid.

## Functionele diversiteit meten
Om functionele diversiteit te meten moeten er gekeken worden naar de kenmerken die gebruikt worden enerzijds en naar de verschillende meetmethodes anderzijds.

### Kenmerken
Welke kenmerken en hoeveel?
Functionele diversiteit is erg gevoelig voor de kenmerken die worden gebruikt om het te berekenen. De functionele kenmerken die worden gebruikt, hangen af van de ecosysteemfunctie(s) van interesse: “alle kenmerken die belangrijk zijn voor de bestudeerde functie en geen kenmerken die niet-informatief zijn”. Daarnaast is een ideaal kenmerk ook gemakkelijk en snel te kwantificeren via gestandaardiseerde protocols. De keuze van welke kenmerken en hoeveel is niet gemakkelijk, en er zijn verschillende methodes om hier mee om te gaan.
Kenmerken combineren
Eenmaal de keuze van kenmerken is gebeurd, moeten ze, indien meer dan één kenmerk wordt gebruikt, gecombineerd worden. De verschillende kenmerken worden echter allemaal op een andere schaal gemeten, dus is het nodig om ze eerst op dezelfde schaal te brengen. Een eerste optie is een log-transformatie. Dit heeft echter als nadeel dat het enkel kan werken met positieve waardes en met kenmerken op een rationele schaal. Bovendien is het ook moeilijk om hier te werken met 0 als waarde voor afwezigheid. Een tweede optie is standardisatie via een z-score (SD 1, gem 0). Dit is echter context-afhankelijk omdat de kenmerken gestandaardiseerd worden t.o.v. de hele dataset of t.o.v. het mogelijke bereik van waardes.
Kenmerken wegen
Tussen plantkenmerken onderling zijn er ook relaties en trade-offs waar we mee rekening moeten houden. Deze trade-offs zijn vaak gelinkt aan plantstrategieën. Zo hebben bijvoorbeeld bladeren die snel groeien een minder lange levensduur en houden ze minder goed nutriënten vast (fast en leaky) en hebben bladeren die traag groeien een langere levensduur en houden ze nutriënten beter vast (slow and tight). Bij het gebruik van meerdere kenmerken die gerelateerd zijn, wegen ze meer door in de berekening van FD. Er zijn verschillende opties om om te gaan met kenmerken die verbonden zijn of kenmerken die ecologisch minder relevant zijn. Een eerste optie is redundante kenmerken laten vallen (redundant omdat ze gecorreleerd zijn door dezelfde strategie). Dit kan echter wel leiden tot verlies aan informatie. Een tweede optie is de kenmerken te wegen, waarbij de ecologisch minder relevante kenmerken een lager gewicht krijgen. Om gecorreleerde kenmerken te wegen kan een PCA uitgevoerd worden. Deze geeft een overzicht over de correlatie tussen verschillende kenmerken. Door elke van variatie evenveel gewicht te geven, weegt elke groep van kenmerken evenveel door op de uiteindelijke FD. De FD’s berekend van elk van deze kenmerken zijn echter niet altijd op dezelfde manier gecorreleerd als de kenmerken onderling. Dit betekent dan dat niet alle gecorreleerde kenmerken redundant zijn. Soms hebben gecorreleerde kenmerken een ecologisch verschillende betekenis. Een ander gevaar van gecorreleerde kenmerken te wegen is dat irrelevante kenmerken en niet-gecorreleerde kenmerken een hoger gewicht krijgen t.o.v. de rest.

### Meetmethoden
Er zijn heel veel verschillende manieren om functionele diversiteit (FD) te meten.
Functionele kenmerken vs. Functionele groepen
Vroeger werd er eerder gebruik gemaakt van functionele groepen om functionele diversiteit te bepalen. Een functionele groep is een verzameling soorten met gelijkaardige effect op het ecosysteem of een gelijkaardige respons op milieuvariabelen. Bijvoorbeeld de groep van de N-fixeerders, een groepering in C3- en C4-planten of een groepering naargelang strategie zoals de CSR-strategie. Het opdelen in groepen maakt het gemakkelijker om te werken met een complex begrip zoals functionele diversiteit. Functionele diversiteit wordt dan gereduceerd naar de diversiteit van een beperkt aantal functionele groepen. De functionele attributen moeten ook niet steeds exact gekend zijn, maar moeten enkel binnen een bepaalde groep vallen. Deze methode heeft echter ook enkele nadelen. Ten eerste is het onderscheid tussen de verschillende groepen nogal arbitrair: op basis van welke kenmerken maak je een onderscheid? In het geval van continue variabelen (bijvoorbeeld hoogte of bladoppervlak), welke waarde is de grens? Ten tweede mist deze methode ook de finesse om rekening te houden met subtiele verschillen tussen planten, omdat alle planten binnen één functionele groep als gelijk worden beschouwd. Binnen een functionele groep kunnen er nog steeds verschillen zitten, zowel voor het bestudeerde kenmerk (in het geval van continue variabelen), als voor kenmerken waar geen rekening mee werd gehouden.
Functionele rijkdom, gelijkheid en divergentie
Net zoals soortendiversiteit kan functionele diversiteit opgesplitst worden in rijkdom en gelijkmatigheid met aanvulling van divergentie:
1. Functionele rijkdom: deze maat geeft aan hoeveel van de functionele ruimte wordt ingenomen. Dit kan onder andere beschreven worden als de afstand tussen en maximale en minimale attribuut of door de totale afstand van een functioneel dendrogram. Deze maat geeft info over welke niches wel en niet gebruikt worden.
2. Functionele gelijkmatigheid (E: evenness): deze maat geeft aan hoe gelijkmatig de attributen zijn verdeeld binnen de functionele ruimte. Er wordt enerzijds rekening gehouden met de afstanden tussen de attributen en anderzijds met de abundantie van de attributen. Deze maat geeft informatie over in welke mate de hulpbronnen gebruikt worden.
3. Functionele divergentie: Dit meet de variantie en de positie van clusters van attributen in de functionele ruimte. Deze maat geeft inzicht over de hoeveelheid differentiatie/concurrentie voor hulpbronnen.

Voor elk van de drie componenten zijn er verschillende berekeningswijzen en worden nieuwe ontwikkeld. Toch zijn er een aantal onderliggende basismethodes die vaak terugkomen.
Basismethodes
Bij het bekijken van meetmethodes voor FD zijn er vooreerst een aantal intuïtieve regels inherent aan het concept van functionele diversiteit. Als er een niet-unieke soort wordt toegevoegd aan de samenstelling, mag de FD niet veranderen. Als er een soort wordt weggenomen, mag de FD niet stijgen. Hieronder worden twee methodes beschreven om de afstand tussen kenmerken van soorten te meten.
Pairwise distance
Bij het berekenen van de pairwise distance (de paarsgewijze afstand) wordt er gekeken naar de afstand (het verschil in waarde) tussen elk paar van soorten. Er zijn verschillende opties om met deze afstanden om te gaan. Een eerste optie is de som te nemen van deze afstanden. Dit betekent echter wel dat als er een niet-unieke soort wordt toegevoegd, de FD stijgt. Een andere optie is het gemiddelde van de afstanden nemen. Maar ook hier zijn enkele nadelen aan verbonden. Ten eerste kan de FD dalen als een soort wordt toegevoegd (en stijgen als er een soort verloren gaat) als die soort ‘tussen’ twee andere soorten ligt. Ten tweede worden de afstanden gezien als onafhankelijk. Voor twee soorten die maar weinig van elkaar verschillen, wordt het verschil met een derde soort voor beide soorten apart opgeteld. Daardoor ontstaat een overschatting van de effectieve FD.
Dendrogram
Bij een dendrogram-methode worden de verschillende soorten geclusterd en dan uitgezet in een dendrogram. De totale lengte van de takken is dan de FD. Deze methode brengt afhankelijkheid wel in rekening. Zo delen twee soorten die weinig van elkaar verschillen het grootste deel van hun afstand tot een andere soort en wordt de overlappende afstand niet dubbel geteld. Het nadeel is wel dat er meer beslissingen en assumpties nodig zijn omtrent de clustermethode en de afstandsmethode. Bovendien gaat deze methode er ook van uit dat er een hiërarchische classificatie is, wat ook problemen kan opleveren indien dit niet het geval is.